# Greenlands, Singleton
Greenlands är en ort i Australien. Den ligger i kommunen Singleton och delstaten New South Wales, i den sydöstra delen av landet, omkring 160 kilometer norr om delstatshuvudstaden Sydney. Orten hade 102 invånare år 2021.
Närmaste större samhälle är Bridgman, nära Greenlands.